# Gewoon geleimos
Gewoon geleimos (Blennothallia crispa) is een korstmossoort uit de familie Collemataceae. Het leeft in symbiose met de alg Nostoc.

## Determinatie
Gewoon geleimos heeft een schubvormig thallus. De kleur is zwart, maar bij vochtige omstandigheden is de kleur bruinzwart en heeft een duidelijk opgezwollen vorm. In het midden bevinden zich platte, schubvormige isidiën. Apotheciën zijn veelvuldig aanwezig en hebben de kleur van het thallus of net iets donkerder. 
Ascosporen zijn subellipsoïdaal of min of meer eivormig met afgeronde uiteinden, 3-voudig (zelden 4/5-voudig) gesepteerd en meten 26–34 × 13–15 μm.

## Ecologie
Gewoon geleimos groeit meestal terrestrisch, maar soms ook epilitisch. De soort is veel te vinden op ruderale plekken zoals langs schelpenpaadjes, op parkeerplaatsen en tussen plaveisel. Epilitisch is de soort op rotsen van tufkrijt aan te treffen, zoals in Nederland in Zuid-Limburg.

## Verspreiding
In Nederland is gewoon geleimos vrij algemeen. Het is niet bedreigd en staat niet op de Nederlandse Rode Lijst.